# Rue Hazinelle
La rue Hazinelle est une rue du centre de Liège (Belgique) située entre le place Saint-Paul et le boulevard d'Avroy.

## Odonymie
On ne connait pas l'étymologie de Hazinelle mais le Trou Hazinelle est un très vieux lieu-dit du centre de Liège. Une famille prit le nom de ce lieu-dit (Hazinelle) dès le XVIIe siècle. Cette voie qui était beaucoup plus étroite reliait jadis la place Derrière Saint-Paul devenue la place Saint-Paul au rivage du bras d'Avroy. La voirie passait alors sous un arvô (passage voûté) compris dans les remparts dressés entre la porte d'Avroy et la tour aux Lapins. 

## Description
Cette artère courte (approximativement 70 m), plate et rectiligne applique un sens unique de circulation automobile du boulevard d'Avroy vers la place Saint-Paul. Une grande partie du côté sud de la rue est occupée par la façade latérale de l'imposant bâtiment de la succursale liégeoise de la Banque nationale de Belgique réalisée par le groupe EGAU en 1968.

## Architecture
L'immeuble à appartements placé à l'angle avec le boulevard d'Avroy (côté pair) possède des éléments décoratifs de style Art déco.

## Riverains
La Haute École de la Ville de Liège (HEL) se situe au no 2.

## Voies adjacentes
- Boulevard d'Avroy
- Place Saint-Paul

### Source et bibliographie
- Yannik Delairesse et Michel Elsdorf, Le nouveau livre des rues de Liège, Liège, Noir Dessin Production, 2008, 512 p. (ISBN 978-2-87351-143-2 et 2-87351-143-5, présentation en ligne), page 283